# One of These Nights
One of These Nights ist das 1975 erschienene vierte Studioalbum und mit 4 Millionen verkauften Tonträgern das erste Nummer-1-Album der US-amerikanischen Rockband Eagles.
Die ausgekoppelten Singles One of These Nights, Lyin Eyes und Take It To The Limit erreichten in den Charts die Plätze 1, 2 und 4.
Der Titelsong wurde damit zur zweiten Nummer-1-Single der Band; Lyin Eyes brachte ihnen ihren ersten Grammy ein.
Das Album markierte den endgültigen Durchbruch der Eagles in den USA und machte sie weltweit berühmt.
Douglas Adams wählte den Titel Journey of the Sorcerer als Titelsong für die 1978/1979 BBC-Produktion seines Hörspiels Per Anhalter durch die Galaxis.

## Titelliste

### Seite 1
1. „One of These Nights“ (Don Henley, Glenn Frey) – 4:51
  - Leadgesang: Don Henley, Lead-Gitarre: Don Felder
2. „Too Many Hands“ (Randy Meisner, Don Felder) – 4:43
  - Leadgesang: Randy Meisner, Lead-Gitarre: Don Felder, Gitarrensolo: Don Felder und Glenn Frey
3. „Hollywood Waltz“ (Bernie Leadon, Tom Leadon, Henley, Frey) – 4:04
  - Leadgesang: Don Henley, Mandoline und Pedal-Steel-Gitarre: Bernie Leadon, Harmonium: Glenn Frey, Synthesizer: Albhy Galuten
4. „Journey of the Sorcerer“ (B. Leadon) – 6:40
  - Instrumental; Banjo: Bernie Leadon, Fiddle: David Bromberg, Streicher: The Royal Martian Orchestra, aufgenommen „in root“

### Seite 2
1. „Lyin’ Eyes“ (Henley, Frey) – 6:22
  - Leadgesang: Glenn Frey, Lead-Gitarre: Bernie Leadon, Klavier: Jim Ed Norman
2. „Take It to the Limit“ (Meisner, Henley, Frey) – 4:49
  - Leadgesang: Randy Meisner, Klavier: Jim Ed Norman
3. „Visions“ (Felder, Henley) – 4:48
  - Leadgesang und Lead-Gitarre: Don Felder
4. „After the Thrill Is Gone“ (Henley, Frey) – 3:56
  - Leadgesang: Glenn Frey und Don Henley, Lead-Gitarre: Don Felder
5. „I Wish You Peace“ (Patti Davis, B. Leadon) – 3:45
  - Leadgesang und Lead-Gitarre: Bernie Leadon

## Singles
- „One of These Nights“/„Visions“ –  19. Mai 1975 – #1
- „Lyin’ Eyes“/„Too Many Hands“ – 7. September 1975 – #2 – Grammy
- „Take It to the Limit“/„After the Thrill Is Gone“ –  15. November 1975 – #4